# Port lotniczy Brønnøysund
Port lotniczy Brønnøysund – krajowy port lotniczy położony w Brønnøysund. Jest jednym z największych portów lotniczych w zachodniej Norwegii.

## Linie lotnicze i połączenia
| Linia lotnicza | Kierunek                                                |
| -------------- | ------------------------------------------------------- |
| Widerøe        | 1. Bodø 2. Oslo-Gardermoen 3. Sandnessjøen 4. Trondheim |